# Morte de Kelsey Smith-Briggs
Kelsey Shelton Smith-Briggs (28 de dezembro de 2002 - 11 de outubro de 2005) foi vítima de abuso infantil. Ela morreu na casa de sua mãe biológica, Raye Dawn Smith, e de seu padrasto, Michael Lee Porter.